# Castanet (Aveyron)
Pour les articles homonymes, voir Castanet.
Castanet est une commune française située dans le département de l'Aveyron en région Occitanie.

## Géographie

### Localisation et communes limitrophes
La commune de Castanet se trouve au centre-ouest  du département de l'Aveyron, dans la petite région agricole du Ségala.
Elle se situe à 38 km par la route de Rodez, préfecture du département, à YYY km de Villefranche-de-Rouergue, sous-préfecture, et à 18 km de Baraqueville, bureau centralisateur du canton de Ceor-Ségala dont dépend la commune depuis 2015. La commune fait en outre partie du bassin de vie de Rieupeyroux.
Les communes les plus proches sont, : 
Pradinas (4,7 km), Rieupeyroux (5,4 km), Gramond (6,2 km), Boussac (6,2 km), Sauveterre-de-Rouergue (6,8 km), Quins (8,3 km), Colombiès (8,3 km), La Capelle-Bleys (8,7 km), La Salvetat-Peyralès (9,5 km).

### Site
Le village de Castanet est relativement écarté. La route principale relie le village à la Nationale qui mène soit à Rieupeyroux soit à Baraqueville. Après le village la route conduit à Sever puis au Pont des Fargues vers Sauveterre de Rouergue.

### Hydrographie

#### Réseau hydrographique

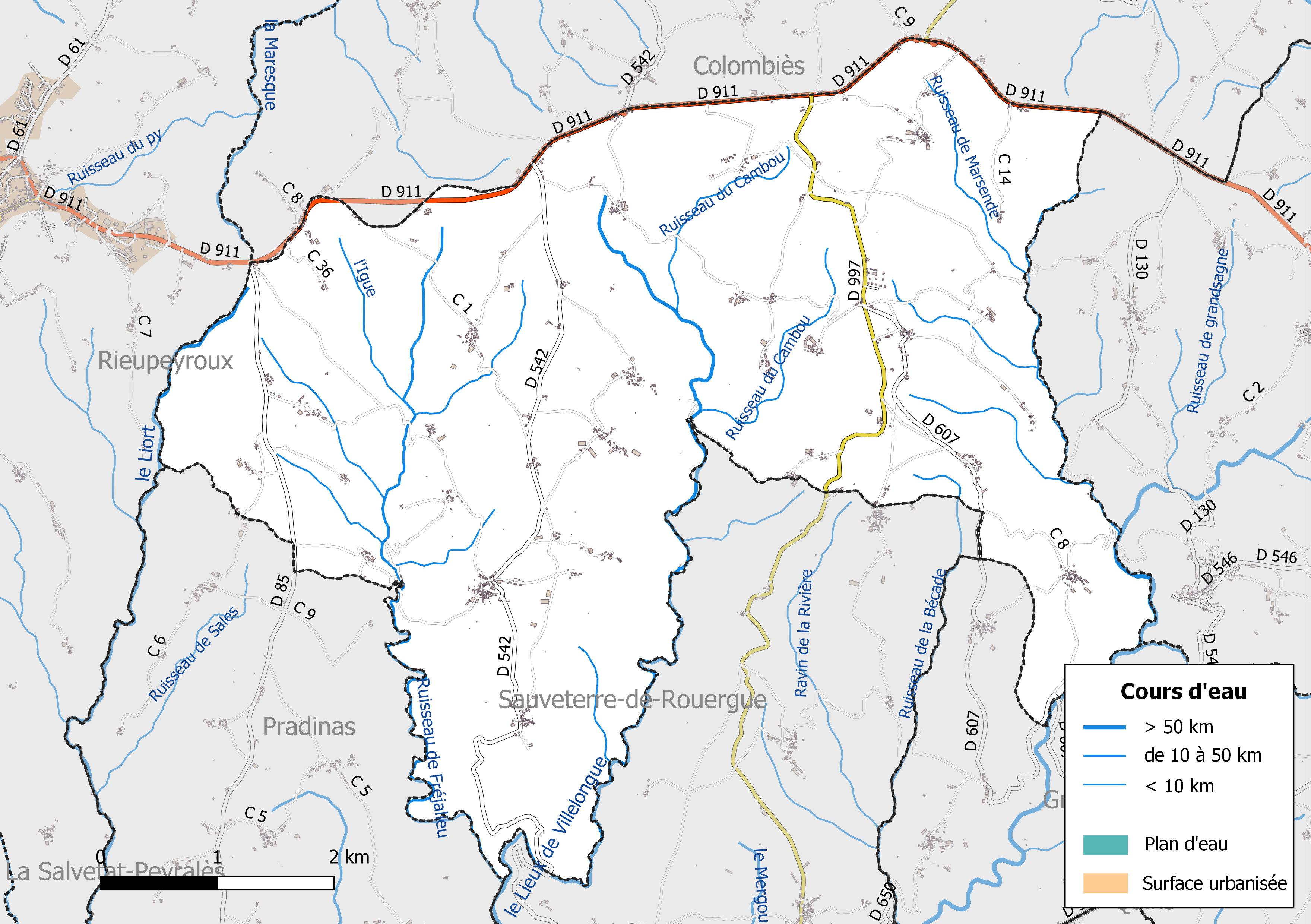
Réseaux hydrographique et routier de Castanet.

La commune est drainée par le Lézert, le Lieux de Villelongue, le Liort, le ruisseau de Fréjalieu, l'Igue, le ruisseau de la Bécade, le ruisseau de Marsende, le ruisseau du Cambou, le ruisseau du Cambou et par divers petits cours d'eau.
Le Lézert, d'une longueur totale de 39 km, prend sa source dans la commune de Baraqueville et se jette  dans le Viaur à Mirandol-Bourgnounac, après avoir arrosé 12 communes.
Le Lieux de Villelongue, d'une longueur totale de 20,1 km, prend sa source dans la commune de Castanet et se jette  dans le Lézert à Cabanès, après avoir arrosé 5 communes.
Le Liort, d'une longueur totale de 18,6 km, prend sa source dans la commune de Castanet et se jette  dans le Lézert à Castelmary, après avoir arrosé 6 communes.

#### Gestion des cours d'eau
Afin d’atteindre le bon état des eaux imposé par la Directive-cadre sur l'eau du 23 octobre 2000, plusieurs outils de gestion intégrée s’articulent à différentes échelles pour définir et mettre en œuvre un programme d’actions de réhabilitation et de gestion des milieux aquatiques : le SDAGE (Schéma directeur d'aménagement et de gestion des eaux), à l’échelle du bassin hydrographique, et le SAGE (Schéma d'aménagement et de gestion des eaux), à l’échelle locale. Ce dernier fixe les objectifs généraux d’utilisation, de mise en valeur et de protection quantitative et qualitative des ressources en eau superficielle et souterraine. Trois SAGE sont mis en oeuvre dans le département de l'Aveyron.
La commune fait partie du SAGE du bassin versant du Viaur, approuvé le 28 mars 2018, au sein du SDAGE Adour-Garonne. Le périmètre de ce SAGE couvre 89 communes, sur trois départements (Aveyron, Tarn et Tarn-et-Garonne),. Le pilotage et l’animation du SAGE sont assurés par l’établissement public d'aménagement et de gestion des eaux (EPAGE) du bassin du Viaur, une structure qui regroupe les établissements publics de coopération intercommunale à fiscalité propre (EPCI-FP) dont le territoire est inclus (en totalité ou partiellement) dans le bassin hydrographique du Viaur et les structures gestionnaires de l’alimentation en eau potable des populations et qui disposent d’une ressource sur le bassin versant du Viaur. Il correspond à l’ancien syndicat mixte du Bassin versant du Viaur,.

### Climat
Pour des articles plus généraux, voir Climat de l'Occitanie et Climat de l'Aveyron.
En 2010, le climat de la commune est de type climat océanique altéré, selon une étude s'appuyant sur une série de données couvrant la période 1971-2000. En 2020, Météo-France publie une typologie des climats de la France métropolitaine dans laquelle la commune est dans une zone de transition entre le climat océanique altéré et le climat de montagne et est dans la région climatique Sud-est du Massif Central, caractérisée par une pluviométrie annuelle de 1 000 à 1 500 mm, minimale en été, maximale en automne.
Pour la période 1971-2000, la température annuelle moyenne est de 10,4 °C, avec une amplitude thermique annuelle de 15,4 °C. Le cumul annuel moyen de précipitations est de 1 053 mm, avec 11,6 jours de précipitations en janvier et 6,9 jours en juillet. Pour la période 1991-2020, la température moyenne annuelle observée sur la station météorologique la plus proche, située sur la commune de Colombiès à 8 km à vol d'oiseau, est de 11,5 °C et le cumul annuel moyen de précipitations est de 989,2 mm,. Pour l'avenir, les paramètres climatiques de la commune estimés pour 2050 selon différents scénarios d'émission de gaz à effet de serre sont consultables sur un site dédié publié par Météo-France en novembre 2022.

### Milieux naturels et biodiversité

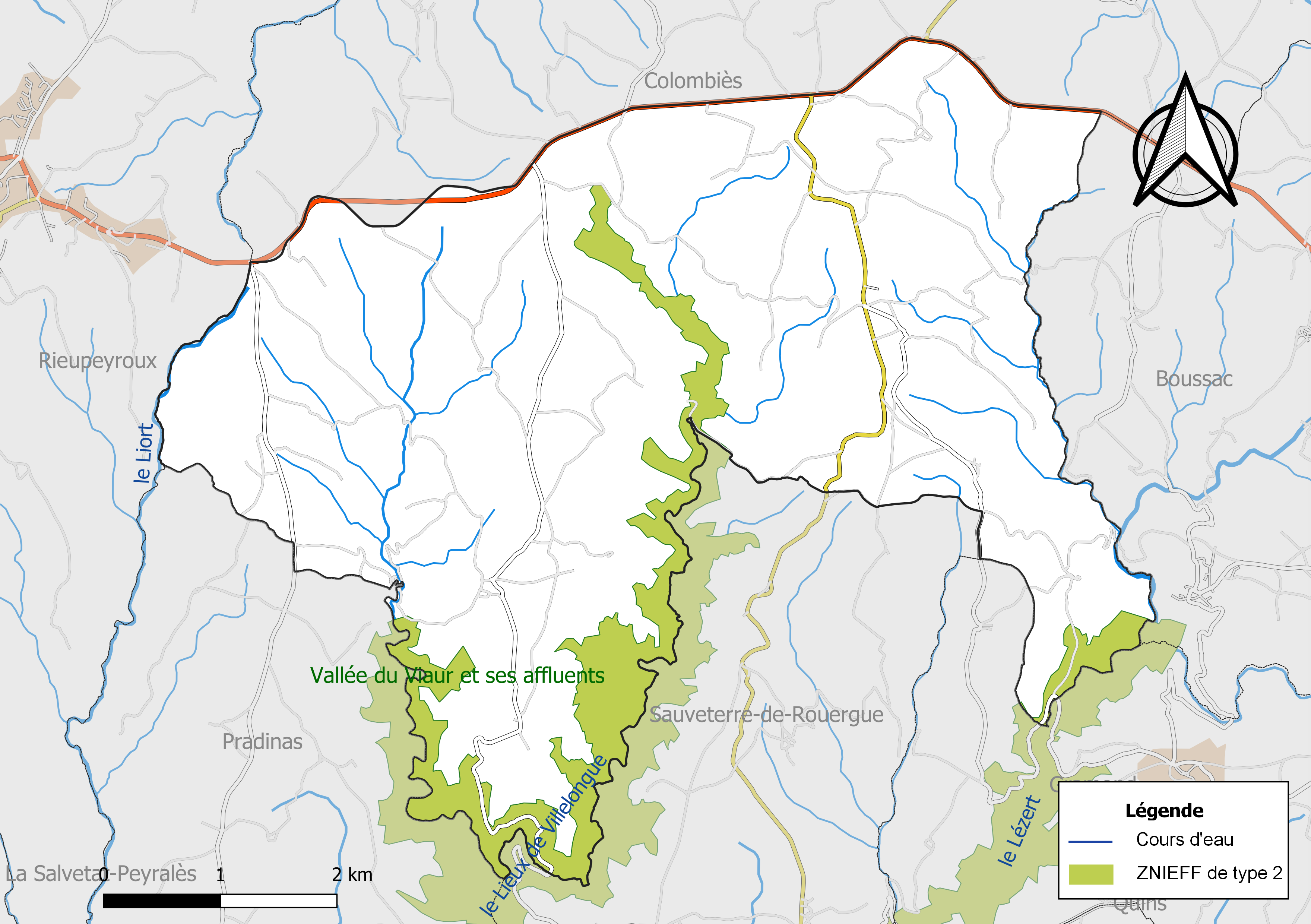
Carte de la ZNIEFF de type 2 localisée sur la commune.

L’inventaire des zones naturelles d'intérêt écologique, faunistique et floristique (ZNIEFF) a pour objectif de réaliser une couverture des zones les plus intéressantes sur le plan écologique, essentiellement dans la perspective d’améliorer la connaissance du patrimoine naturel national et de fournir aux différents décideurs un outil d’aide à la prise en compte de l’environnement dans l’aménagement du territoire.
Le territoire communal de Castanet comprend une ZNIEFF de type 2,, 
la « Vallée du Viaur et ses affluents » (27 587 ha), qui s'étend sur 56 communes dont 45 dans l'Aveyron, 10 dans le Tarn et 1 dans le Tarn-et-Garonne.

## Urbanisme

### Typologie
Au 1er janvier 2024, Castanet est catégorisée commune rurale à habitat très dispersé, selon la nouvelle grille communale de densité à 7 niveaux définie par l'Insee en 2022.
Elle est située hors unité urbaine et hors attraction des villes,.

### Occupation des sols

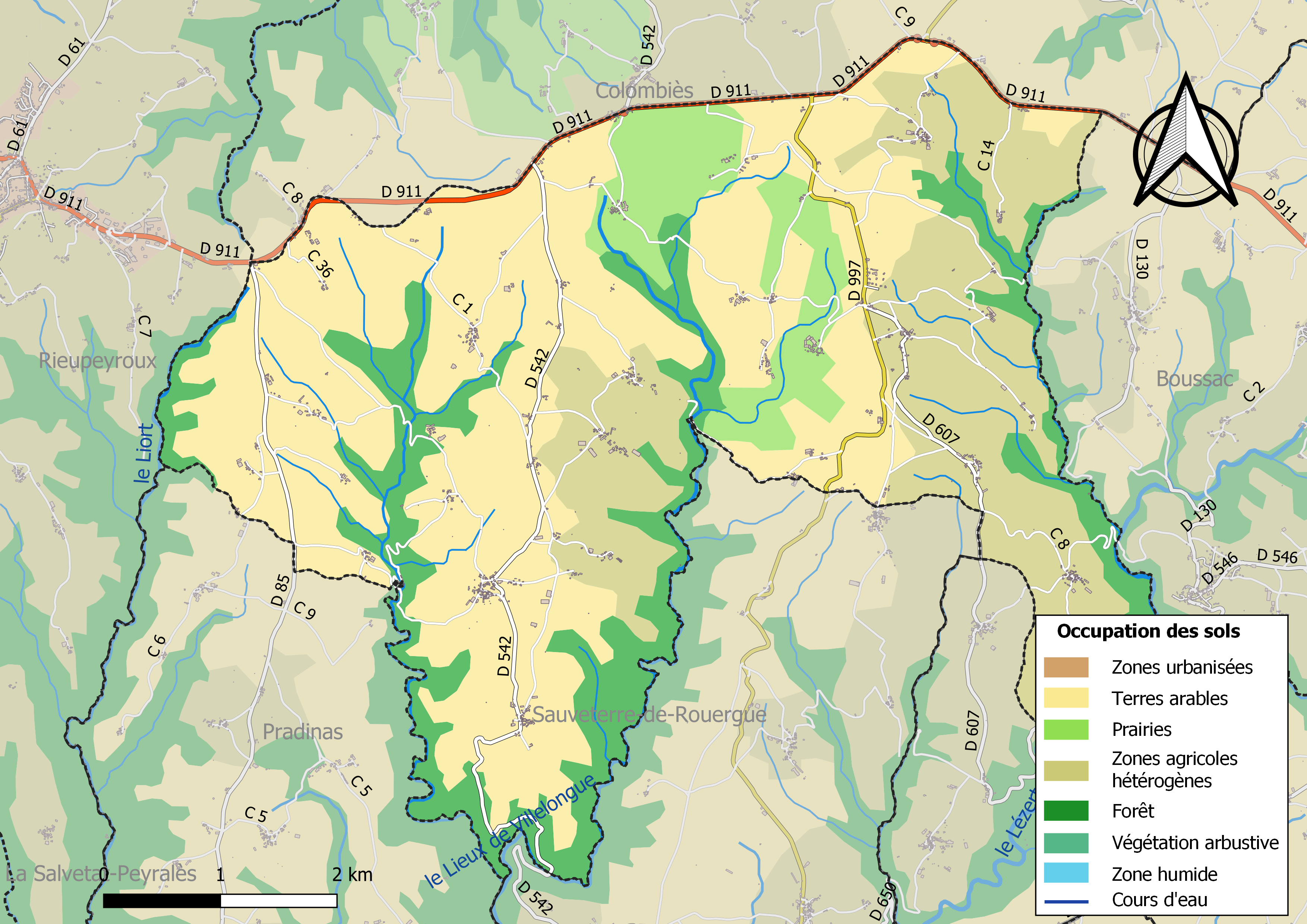
Infrastructures et occupation des sols de la commune de Castanet.

L'occupation des sols de la commune, telle qu'elle ressort de la base de données européenne d’occupation biophysique des sols Corine Land Cover (CLC), est marquée par l'importance des territoires agricoles (82 % en 2018), une proportion sensiblement équivalente à celle de 1990 (82,2 %). La répartition détaillée en 2018 est la suivante : 
terres arables (50,5 %), zones agricoles hétérogènes (23,6 %), forêts (18 %), prairies (7,9 %).

### Planification
La loi SRU du 13 décembre 2000 a incité fortement les communes à se regrouper au sein d’un établissement public, pour déterminer les partis d’aménagement de l’espace au sein d’un SCoT, un document essentiel d’orientation stratégique des politiques publiques à une grande échelle. La commune est dans le territoire du SCoT du Centre Ouest Aveyron  approuvé en février 2020. La structure porteuse est le Pôle d'équilibre territorial et rural Centre Ouest Aveyron, qui associe neuf EPCI, notamment la communauté de communes Pays Ségali, dont la commune est membre.
La commune disposait en 2017 d'une carte communale approuvée.

### Risques majeurs
Le territoire de la commune de Castanet est vulnérable à différents aléas naturels : climatiques (hiver exceptionnel ou canicule), feux de forêts et séisme (sismicité très faible).
Il est également exposé à un risque technologique, le transport de matières dangereuses, et à un risque particulier, le risque radon,.

#### Risques naturels
Le Plan départemental de protection des forêts contre les incendies découpe le département de l’Aveyron en sept « bassins de risque » et définit une sensibilité des communes à l’aléa feux de forêt (de faible à très forte). La commune est classée en sensibilité faible.
Les mouvements de terrains susceptibles de se produire sur la commune sont liés au retrait-gonflement des argiles, conséquence d'un changement d'humidité des sols argileux. Les argiles sont capables de fixer l'eau disponible mais aussi de la perdre en se rétractant en cas de sécheresse. Ce phénomène peut provoquer des dégâts très importants sur les constructions (fissures, déformations des ouvertures) pouvant rendre inhabitables certains locaux. La carte de zonage de cet aléa peut être consultée sur le site de l'observatoire national des risques naturels Georisques.

#### Risques technologiques
Le risque de transport de matières dangereuses sur la commune est lié à sa traversée par une route à fort trafic. Un accident se produisant sur une telle infrastructure est en effet susceptible d’avoir des effets graves au bâti ou aux personnes jusqu’à 350 m, selon la nature du matériau transporté. Des dispositions d’urbanisme peuvent être préconisées en conséquence.

#### Risque particulier
Dans plusieurs parties du territoire national, le radon, accumulé dans certains logements ou autres locaux, peut constituer une source significative d’exposition de la population aux rayonnements ionisants. Toutes les communes du département sont concernées par le risque radon à un niveau plus ou moins élevé. La commune de Castanet est classée à risque moyen à élevé.

## Toponymie
castanet : « châtaigneraie »

## Histoire
Par ordonnance royale du 3 juillet 1837, les communes de Pradinas et Castanet sont créées par division de la commune de Castelnau, supprimée.

## Politique et administration

### Découpage territorial
La commune de Castanet est membre de la communauté de communes Pays Ségali, un établissement public de coopération intercommunale (EPCI) à fiscalité propre créé le 1er janvier 2017 dont le siège est à Baraqueville. Ce dernier est par ailleurs membre d'autres groupements intercommunaux.
Sur le plan administratif, elle est rattachée à l'arrondissement de Villefranche-de-Rouergue, au département de l'Aveyron et à la région Occitanie. Sur le plan électoral, elle dépend du  canton de Ceor-Ségala pour l'élection des conseillers départementaux, depuis le redécoupage cantonal de 2014 entré en vigueur en 2015, et de la deuxième circonscription de l'Aveyron  pour les élections législatives, depuis le dernier découpage électoral de 2010.

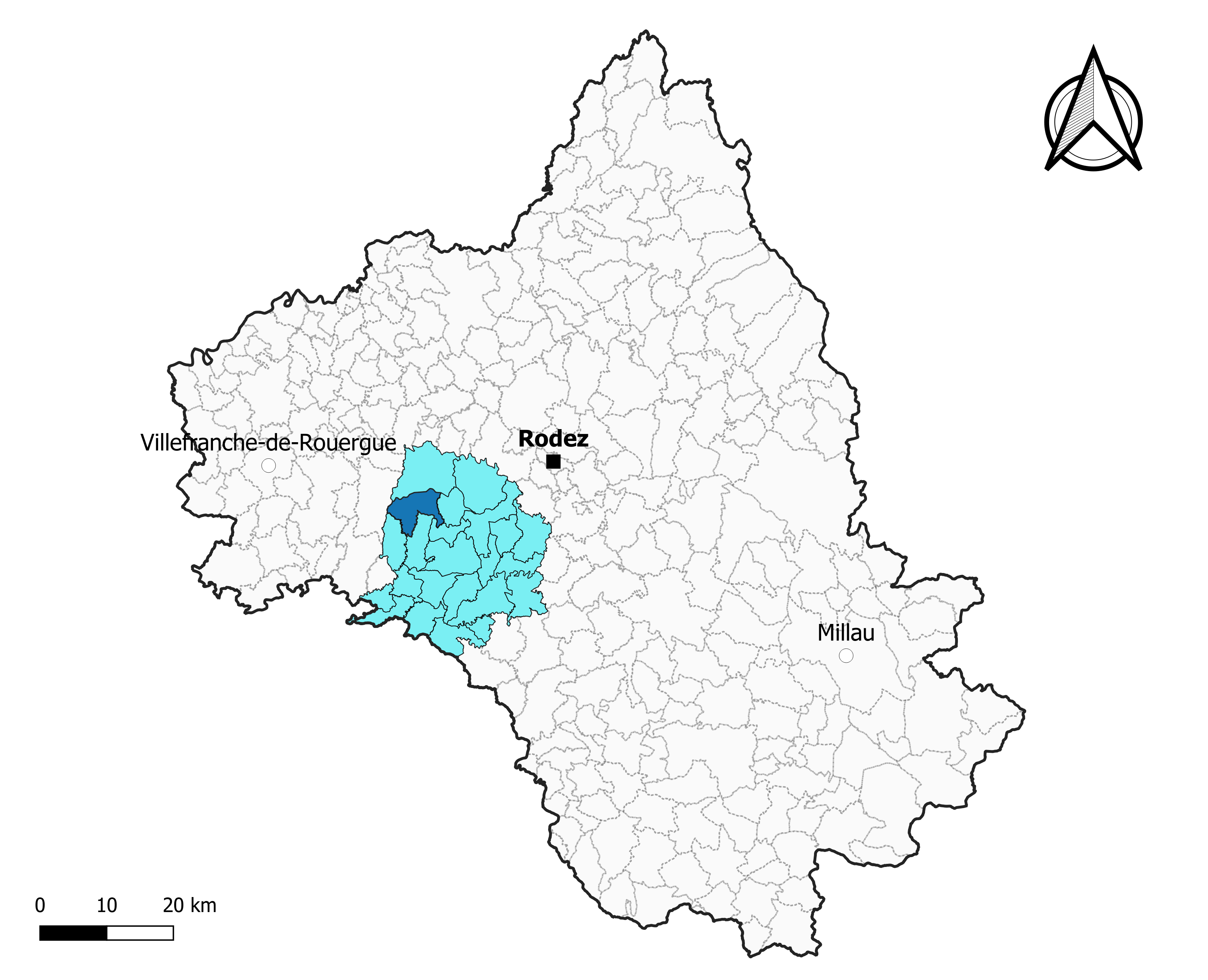
Castanet dans l'intercommunalité en 2020.
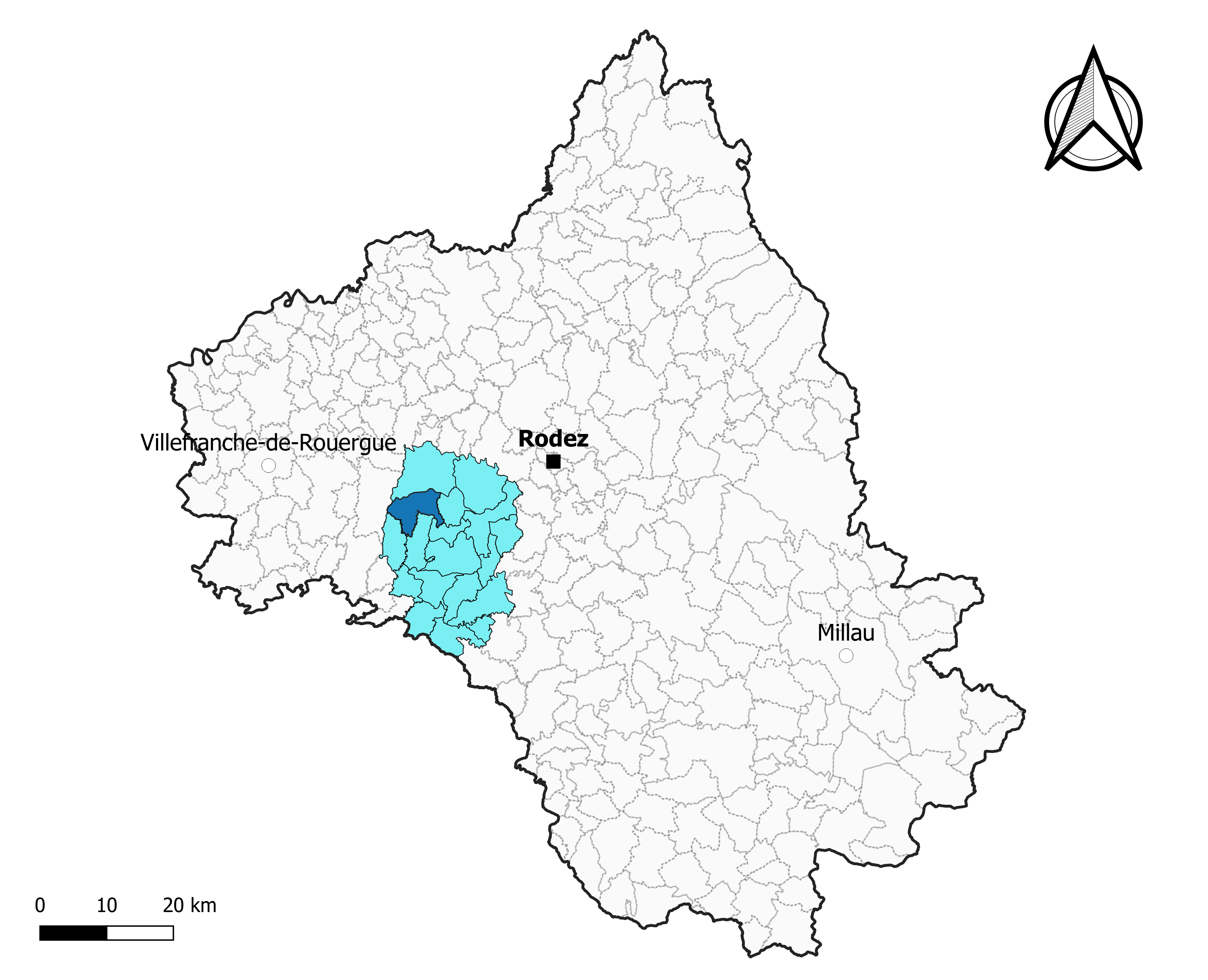
Castanet dans le canton de Ceor-Ségala en 2020.
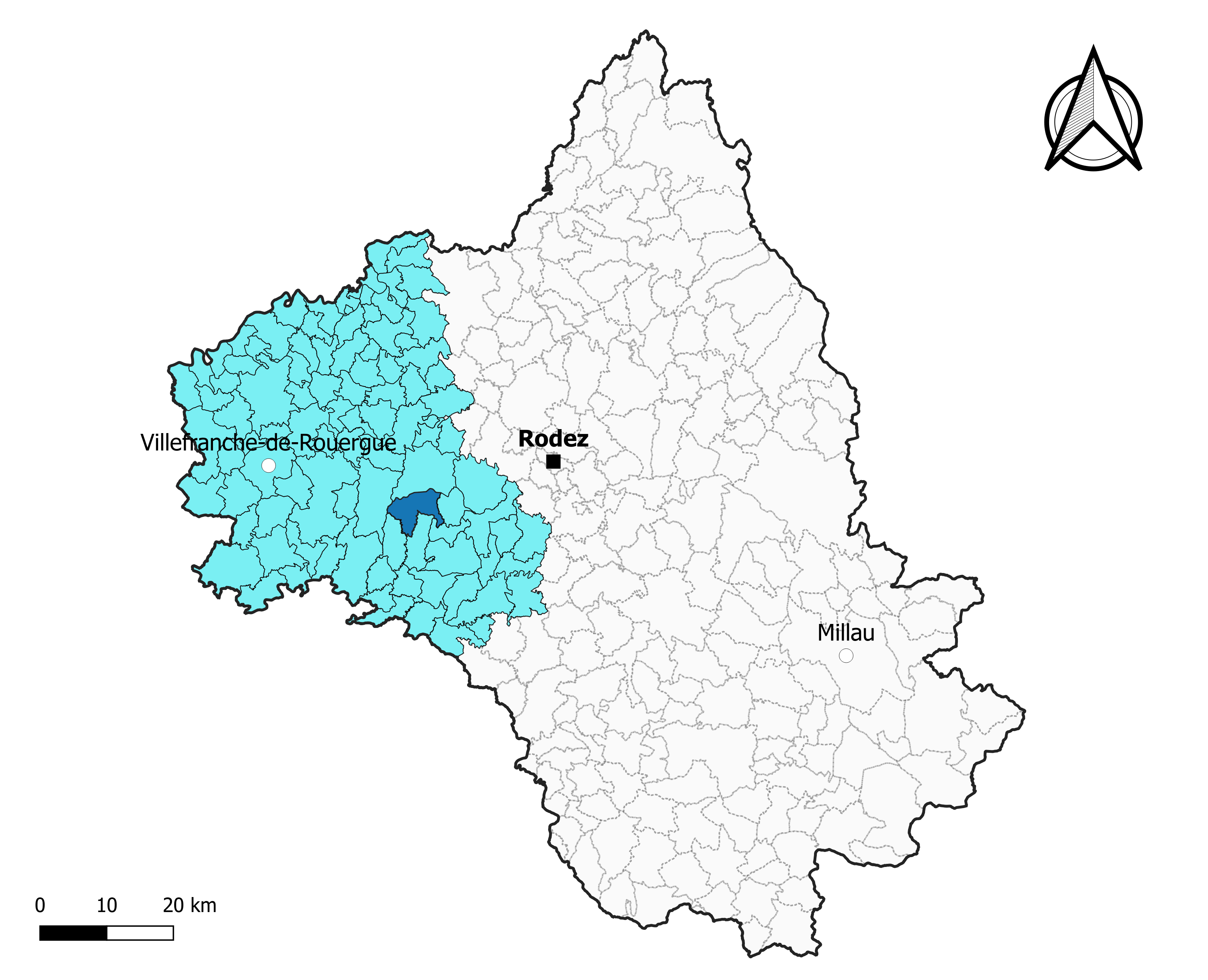
Castanet dans l'arrondissement de Villefranche-de-Rouergue en 2020.

### Élections municipales et communautaires

#### Élections de 2020
Le conseil municipal de Castanet, commune de moins de 1 000 habitants, est élu au scrutin majoritaire plurinominal à deux tours avec candidatures isolées ou groupées et possibilité de panachage. Compte tenu de la population communale, le nombre de sièges à pourvoir lors des élections municipales de 2020 est de 15. La totalité des quinze candidats en lice est élue dès le premier tour, le 15 mars 2020, avec un taux de participation de 57,3 %.
Jean-Marc Fabre, maire sortant, est réélu pour un nouveau mandat le 27 mai 2020.
Dans les communes de moins de 1 000 habitants, les conseillers communautaires sont désignés parmi les conseillers municipaux élus en suivant l’ordre du tableau (maire, adjoints puis conseillers municipaux) et dans la limite du nombre de sièges attribués à la commune au sein du conseil communautaire. Un siège est attribué à la commune au sein de la communauté de communes Pays Ségali.

#### Liste des maires
| Période                                  | Période   | Identité          | Étiquette | Qualité                              |
| ---------------------------------------- | --------- | ----------------- | --------- | ------------------------------------ |
| mars 1983                                | mars 2001 | Jean-Louis Devals |           |                                      |
| mars 2001                                | mars 2014 | Claude Bou        |           |                                      |
| mars 2014                                | En cours  | Jean-Marc Fabre,  |           | Agriculteur sur moyenne exploitation |
| Les données manquantes sont à compléter. |           |                   |           |                                      |

## Démographie
L'évolution du nombre d'habitants est connue à travers les recensements de la population effectués dans la commune depuis 1793. Pour les communes de moins de 10 000 habitants, une enquête de recensement portant sur toute la population est réalisée tous les cinq ans, les populations de référence des années intermédiaires étant quant à elles estimées par interpolation ou extrapolation. Pour la commune, le premier recensement exhaustif entrant dans le cadre du nouveau dispositif a été réalisé en 2007.

En 2022, la commune comptait 525 habitants, en évolution de +0,57 % par rapport à 2016 (Aveyron : +0,37 %, France hors Mayotte : +2,11 %).
| 1793  | 1800  | 1806  | 1821  | 1831  | 1841  | 1846  | 1851  | 1856  |
| ----- | ----- | ----- | ----- | ----- | ----- | ----- | ----- | ----- |
| 3 019 | 2 798 | 3 045 | 3 283 | 3 500 | 1 764 | 1 754 | 1 804 | 1 794 |

| 1861  | 1866  | 1872  | 1876  | 1881  | 1886  | 1891  | 1896  | 1901  |
| ----- | ----- | ----- | ----- | ----- | ----- | ----- | ----- | ----- |
| 1 778 | 1 764 | 1 725 | 1 822 | 1 265 | 1 263 | 1 250 | 1 214 | 1 240 |

| 1906  | 1911  | 1921  | 1926  | 1931  | 1936  | 1946  | 1954 | 1962 |
| ----- | ----- | ----- | ----- | ----- | ----- | ----- | ---- | ---- |
| 1 261 | 1 260 | 1 053 | 1 070 | 1 071 | 1 051 | 1 003 | 953  | 922  |

| 1968 | 1975 | 1982 | 1990 | 1999 | 2006 | 2007 | 2012 | 2017 |
| ---- | ---- | ---- | ---- | ---- | ---- | ---- | ---- | ---- |
| 802  | 734  | 656  | 591  | 524  | 542  | 546  | 532  | 513  |

| 2022 | - | - | - | - | - | - | - | - |
| ---- | - | - | - | - | - | - | - | - |
| 525  | - | - | - | - | - | - | - | - |

## Économie

### Revenus
En 2018  (données Insee publiées en septembre 2021), la commune compte 211 ménages fiscaux, regroupant 503 personnes. La médiane du revenu disponible par unité de consommation est de 19 510 € (20 640 € dans le département).

### Emploi
| Division       | 2008  | 2013  | 2018  |
| -------------- | ----- | ----- | ----- |
| Commune        | 2,5 % | 3,1 % | 3,8 % |
| Département    | 5,4 % | 7,1 % | 7,1 % |
| France entière | 8,3 % | 10 %  | 10 %  |

En 2018, la population âgée de 15 à 64 ans s'élève à 291 personnes, parmi lesquelles on compte 76,6 % d'actifs (72,8 % ayant un emploi et 3,8 % de chômeurs) et 23,4 % d'inactifs,. Depuis 2008, le taux de chômage communal (au sens du recensement) des 15-64 ans est inférieur à celui de la France et du département.
La commune est hors attraction des villes,. Elle compte 107 emplois en 2018, contre 119 en 2013 et 140 en 2008. Le nombre d'actifs ayant un emploi résidant dans la commune est de 216, soit un indicateur de concentration d'emploi de 49,3 % et un taux d'activité parmi les 15 ans ou plus de 53,3 %.
Sur ces 216 actifs de 15 ans ou plus ayant un emploi, 91 travaillent dans la commune, soit 42 % des habitants. Pour se rendre au travail, 70,6 % des habitants utilisent un véhicule personnel ou de fonction à quatre roues, 4,7 % s'y rendent en deux-roues, à vélo ou à pied et 24,7 % n'ont pas besoin de transport (travail au domicile).

### Activités hors agriculture
46 établissements sont implantés  à Castanet au 31 décembre 2019. Le tableau ci-dessous en détaille le nombre par secteur d'activité et compare les ratios avec ceux du département,.
| Secteur d'activité                                                                                        | Commune | Commune | Département |
| Secteur d'activité                                                                                        | Nombre  | %       | %           |
| --- | ------- | ------- | ----------- |
| Ensemble                                                                                                  | 46      |         |             |
| Industrie manufacturière, industries extractives et autres                                                | 23      | 50 %    | (17,7 %)    |
| Construction                                                                                              | 5       | 10,9 %  | (13 %)      |
| Commerce de gros et de détail, transports, hébergement et restauration                                    | 3       | 6,5 %   | (27,5 %)    |
| Activités financières et d'assurance                                                                      | 2       | 4,3 %   | (3,4 %)     |
| Activités immobilières                                                                                    | 4       | 8,7 %   | (4,2 %)     |
| Activités spécialisées, scientifiques et techniques et activités de services administratifs et de soutien | 4       | 8,7 %   | (12,4 %)    |
| Administration publique, enseignement, santé humaine et action sociale                                    | 4       | 8,7 %   | (12,7 %)    |
| Autres activités de services                                                                              | 1       | 2,2 %   | (7,8 %)     |

Le secteur de l'industrie manufacturière, des industries extractives et autres est prépondérant sur la commune puisqu'il représente 50 % du nombre total d'établissements de la commune (23 sur les 46 entreprises implantées  à Castanet), contre 17,7 % au niveau départemental.

### Agriculture
La commune est dans le Segala, une petite région agricole occupant l'ouest du département de l'Aveyron. En 2020, l'orientation technico-économique de l'agriculture  sur la commune est l'élevage bovin, orientation mixte lait et viande.
|               | 1988  | 2000  | 2010  | 2020  |
| ------------- | ----- | ----- | ----- | ----- |
| Exploitations | 106   | 74    | 64    | 48    |
| SAU (ha)      | 2 478 | 2 421 | 2 640 | 2 764 |

Le nombre d'exploitations agricoles en activité et ayant leur siège dans la commune est passé de 106 lors du recensement agricole de 1988  à 74 en 2000 puis à 64 en 2010 et enfin à 48 en 2020, soit une baisse de 55 % en 32 ans. Le même mouvement est observé à l'échelle du département qui a perdu pendant cette période 51 % de ses exploitations,. La surface agricole utilisée sur la commune a quant à elle augmenté, passant de 2 478 ha en 1988 à 2 764 ha en 2020. Parallèlement la surface agricole utilisée moyenne par exploitation a augmenté, passant de 23 à 58 ha.

## Culture locale et patrimoine

### Édifices religieux
- L'église Saint-Jean-Baptiste de Castanet.
- L'église Saint-Saturnin de Lardeyrolles.
- La Chapelle Saint-Joseph de la Capelle.

### Édifices civils
- Place Jean-Boudou où est érigée une statue à son effigie. C'est aussi un excellent terrain de pétanque.

### Patrimoine culturel
- Salle des fêtes : face à la Mairie.
- Bar-restaurant associatif du village, "Lou Pesquié" : fonctionne pendant tout l'été.
- Salle des Jeunes.

### Parcs et jardins
- Aire de camping-car.

### Personnalités liées à la commune
- Joan Bodon (1920-1975) : écrivain occitan de langue occitane. Il a écrit toute son œuvre en occitan. En 1941, il est nommé instituteur à Castanet avant d'êtret appelé, en 1942, aux Chantiers de la jeunesse d'Anduze (Gard). Il est nommé la même année à Durenque. C'est de là qu'il part pour le Service du travail obligatoire (STO) à Breslau (Silésie), où il reste de 1943 à 1945 et où il est libéré par l'armée soviétique. Il est connu aussi sous le nom de Jean Boudou.